# Melanagromyza arnicarum
Espèce
Synonymes
- Limnoagromyza arnicarum

Melanagromyza arnicarum  est une espèce d'insectes diptères de la famille Agromyzidae et du genre Melanagromyza.
À l'instar des diptères Tephritis arnicae, Phytomyza arnicae et du microlépidoptère Digitivalva arnicella, sa larve est en association exclusive avec Arnica montana. Elle vit et se nourrit dans sa tige et se transforme en une pupe marron clair soit dans celle-ci soit dans les rhizomes selon les sources. 
Selon Fauna Europaea, cette espèce est au moins présente au Danemark, en Allemagne, en Italie et en Lituanie. L'Arnica des montagnes est une espèce européenne en déclin sur l'ensemble du continent essentiellement à cause des changements de pratiques agricoles par apport d'engrais, chaulage et changement de type de bétail pour de l'ovin. Les espèces qui lui sont inféodées suivent logiquement un schéma identique.